# Thjum Arts
Thjum Arts (Nijmegen, 15 augustus 1993) is een Nederlands stand-upcomedian en cabaretier.

## Levensloop
Arts studeerde politicologie maar brak deze studie af om een hbo-opleiding culturele en maatschappelijke vorming te gaan volgen. Deze opleiding rondde hij in 2019 af.
Al vanaf zijn 20e begon hij op te treden op comedy-avonden, en deed mee aan meerdere kleinschalige cabaret- en comedyfestivals. In 2018 won hij zowel de jury als publieksprijs op het Amsterdams Studenten Cabaret Festival. In 2020 was hij finalist van het Leids Cabaret Festival (dat uiteindelijk gewonnen werd door Lisa Ostermann). In 2021 won hij cabaretfestival Cameretten.
In 2022 ging hij in première met zijn eerste avondvullende voorstelling Tijdloos Genot, een uitbreiding van het half uur waarmee hij Cameretten won.  

### Media
Thjum Arts schoof enkele keren aan bij de talkshow M (televisieprogramma) om zijn visie op het politieke jaar te delen. Ook was hij te horen met een column tijdens het presentatorendebat van Met het Oog op Morgen op NPO Radio 1.

## Theater
- Tijdloos Genot (2022). Regie: Joost Laterveer
- Hoe heeft het zover kunnen komen? (2025)